# Метсакюла (Муствее)
Ме́тсакюла (ест. Metsaküla) — село в Естонії, у волості Казепяе повіту Йиґевамаа.

## Населення
Чисельність населення на 31 грудня 2011 року становила 88 осіб.

## Географія
Поруч з селом проходить європейський маршрут E264. На протилежній від Метсакюла стороні автошляху розташоване інше село — Нимме.